# Marius Tucă
Marius Tucă (n. 29 iulie 1966, Caracal, Olt, România) este un jurnalist, analist, moderator și om de afaceri român. 

## Activitate profesională
În 1997, Marius Tucă lansează talk-show-ul „Milionarii de la miezul nopții”. După 1998, își schimbă numele emisiunii în „Marius Tucă Show”. Emisiunea iese din emisie în preajma alegerilor prezidențiale din 2004. Revine în 2007 cu subiectul „Elodia”, pentru câteva ediții după care se emisiunea se închide definitiv. Din 1 septembrie 2020, după ce noul post de televiziune al lui Adrian Sârbu, Aleph News a fost lansat, emisiunea “Marius Tucă Show” a revenit, după o lungă pauză, cu noi subiecte și noi invitați în fiecare seară. Invitați adesea în emisiunea sa sunt Dan Dungaciu, H.D. Hartmann și Ion Cristoiu.

## Afaceri
Este proprietarul postului de radio SMART FM și al site-ului mariustuca.ro.
Organizează festivalurile „Tarafuri și Fanfare” și "Folk You".
Marius Tucă deține restaurantul „Taverna Sârbului” din București.